# 赵锡武
赵锡武（1902年—1980年），原名赵钟禄，男，河南夏邑人，中国中医学家，曾任中医研究院教授、副院长。